# Mary Leigh

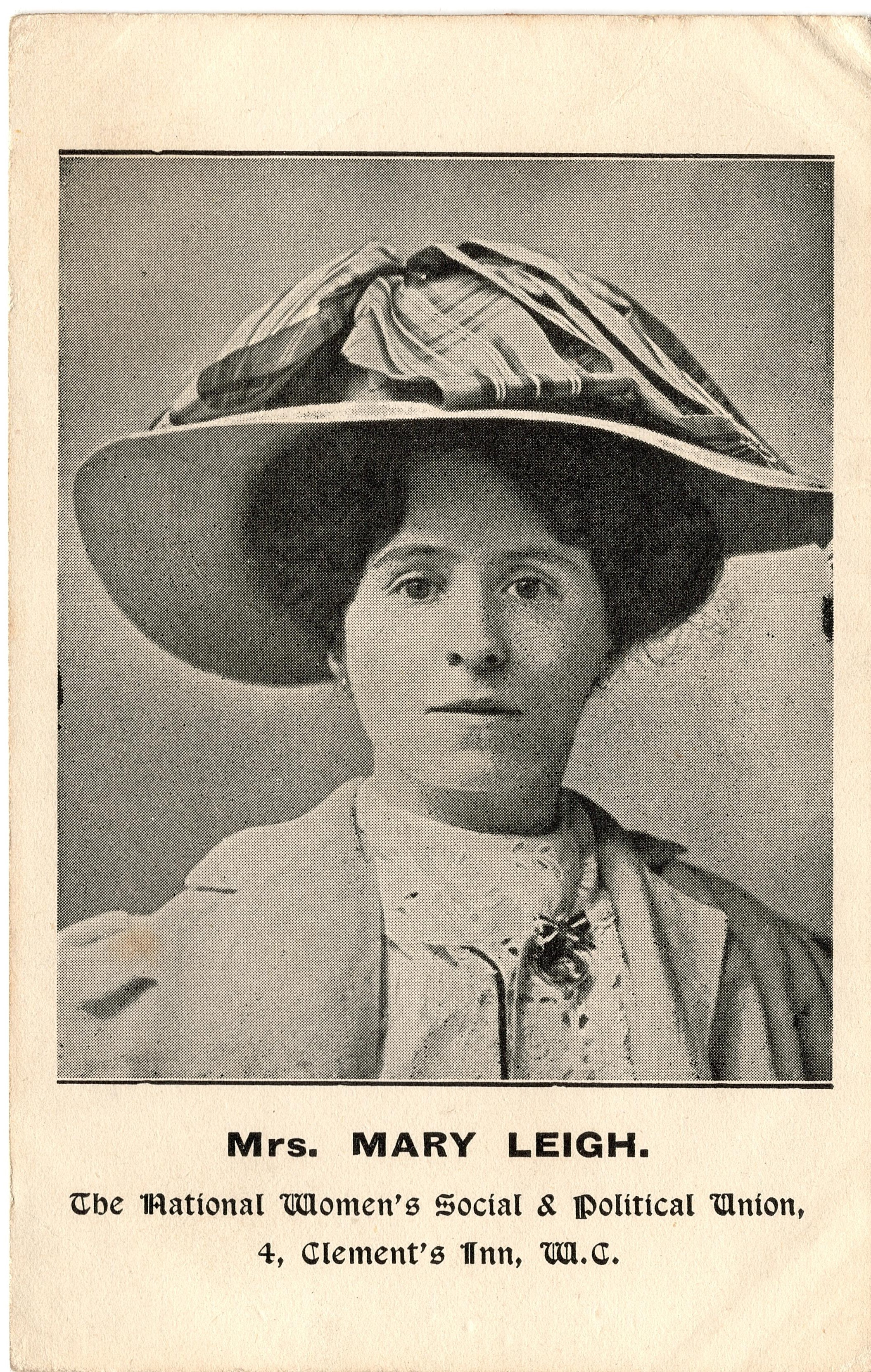
Mary Leigh, 1910

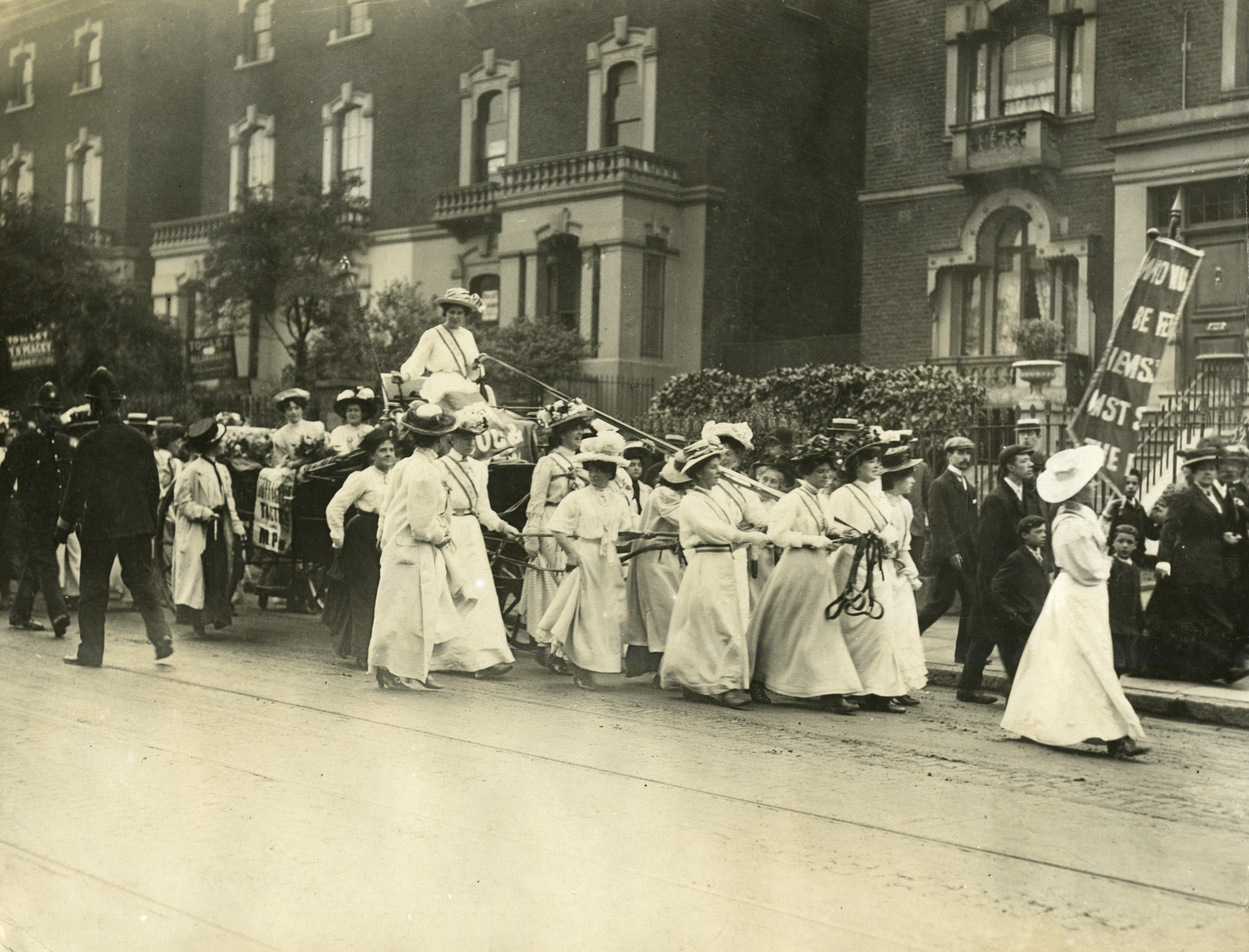
Wagen mit Edith New und Mary Leigh wird in einer Prozession vom Holloway Prison zur Queen’s Hall gezogen, 1908

Mary (oder Marie) Leigh, geborene Brown (* 1885 in Manchester; † 1978) war eine englisch-britische militante Suffragette.

## Leben
Leigh wurde in Manchester geboren und war bis zu ihrer Heirat Lehrerin. Ihr Mann war Bauunternehmer. Im Alter von 20 oder 21 Jahren trat sie 1906 der Women’s Social and Political Union (WSPU) bei.
Leigh war unter den ersten Suffragetten, deren Protest gewalttätig wurde: Im Juni 1908, nachdem Premierminister H. H. Asquith sich geweigert hatte, eine WSPU-Delegation zu empfangen, zerschlugen Leigh und Edith New die Fenster von 10 Downing Street. Sie wurden verhaftet und zu einer zweimonatigen Haftstrafe verurteilt. Zunächst war nicht klar wie die Führung der WSPU den Gewalteinsatz werten würde, aber als sie im August 1908 freigelassen wurden, wurden sie mit einer Blaskapelle und einem Willkommensfrühstück in Anwesenheit von Emmeline und Christabel Pankhurst begrüßt.
Am 17. September 1909 protestierte Leigh auf dem Dach der Bingley Hall in Birmingham, wo Asquith vor einer Versammlung sprach, von der alle Frauen ausgeschlossen worden waren. Mit einer Axt rissen sie und Charlotte Marsh Schieferplatten vom Dach und warfen sie auf die unten stehenden Polizisten und Asquiths Auto. Dafür wurde Leigh zu drei Monaten Zwangsarbeit wegen Körperverletzung und einem Monat wegen Sachbeschädigung verurteilt. Bei ihrer Ankunft im Winson Green Prison zusammen mit anderen Suffragetten sangen sie Protestlieder und weigerten sich, Gefängniskleidung zu tragen, da sie sich als „politische Häftlinge“ und nicht als Kriminelle ansahen. Leigh trat zusammen mit Laura Ainsworth, Charlotte Marsh, Evaline Hilda Burkitt und Mabel Capper in den Hungerstreik und sie wurden die ersten Suffragetten, die zwangsernährt wurden. Leigh wurde danach wie andere von der WSPU mit einer „Hungerstreik-Medaille“ ausgezeichnet.
1910 gehörte Leigh am sogenannten „Schwarzen Freitag“ zu den zahlreichen Frauen, die bei gewaltsamen Zusammenstößen mit der Polizei in der Nähe des Parlaments nach dem Scheitern der Conciliation Bills verletzt wurden. Am 21. November 1911 wurde sie erneut verhaftet, nachdem sie bei einer anderen Demonstration vor dem Unterhaus Fenster eingeschlagen hatte, und zu zwei Monaten Zwangsarbeit verurteilt, weil sie einen Polizisten angegriffen hatte. Leigh behauptete, dies sei in Notwehr geschehen.
Am 18. Juli 1912 war Leigh in Dublin, wo sie ein Beil nach Asquith warf, stattdessen aber den irischen Nationalistenführer John Redmond verletzte. Später ging sie zum Theatre Royal, vandalierte, legte Feuer und zündete mehrere kleine Bomben. Diese Vorfälle trugen dazu bei, dass sich in der Forschungsdiskussion auch die Einschätzung des „Suffragetten-Terrorismus“ findet. Leigh verteidigte sich bei ihrem Prozess mit einer vehementen Rede selbst. Sie wurde schuldig gesprochen und zu fünf Jahren Zuchthaus verurteilt. Die WSPU verurteilte zwar das Urteil und würdigte Leighs Mut in ihrer Zeitschrift Votes for Women, stellte sich aber nicht vollständig hinter sie. Leigh trat in einen sechswöchigen Hungerstreik, der weit Aufmerksamkeit erregte und sie in einem ausgemergelten Zustand zurückließ, und wurde auf Bewährung freigelassen.
Leigh war unzufrieden mit der WSPU, weigerte sich aber, auszutreten, als Emmeline Pankhurst von ihren Mitgliedern entweder Loyalität oder den Austritt forderte. Sie blieb der WSPU treu, da sie sich der Organisation, die sie mit aufgebaut hatte, verpflichtet fühlte. Sie engagierte sich zunehmend in Sylvia Pankhursts abtrünniger Organisation, der East London Federation of Suffragettes (ELF). Im Oktober 1913 wurde sie bei einem Handgemenge mit der Polizei während einer ELF-Versammlung schwer verletzt. Leigh lehnte auch das Stillhalteabkommen der WPSU mit der Regierung bei Kriegsbeginn ab und beteiligte sich an mehreren letztlich gescheiterten Versuchen, alternative Organisationen auszubauen.
Im Ersten Weltkrieg bewarb sie sich für den Kriegsdienst, wurde aber aufgrund ihres Vorstrafenregisters abgelehnt. Sie nahm ihren Mädchennamen Brown wieder und erhielt dann einen Platz als Krankenwagenfahrerin.
Über Leighs Leben nach dieser Zeit ist wenig bekannt. Sie pilgerte jedes Jahr nach Morpeth in Northumberland, um das Grab von Emily Davison zu pflegen. Auch in späteren Jahren erinnerte sie sich mit Stolz an ihre Zeit in der WSPU und stand zu ihren Taten als Suffragette. Leigh gab 1965 zwei Interviews; danach ist nichts mehr von ihr bekannt.